# Dehang
Dehang är en ort i Kina. Den ligger i provinsen Hunan, i den södra delen av landet, omkring 310 kilometer väster om provinshuvudstaden Changsha. Antalet invånare är 2 567.
Runt Dehang är det ganska tätbefolkat, med 166 invånare per kvadratkilometer. Närmaste större samhälle är Qianzhou, 6,3 km väster om Dehang. I omgivningarna runt Dehang växer i huvudsak blandskog.
Genomsnittlig årsnederbörd är 1 848 millimeter. Den regnigaste månaden är maj, med i genomsnitt 327 mm nederbörd, och den torraste är januari, med 41 mm nederbörd.